# Corrupção na República Democrática do Congo
Corrupção na República Democrática do Congo é generalizada em todos os níveis do governo, variando desde pequenos subornos envolvendo burocratas locais até o desvio em grande escala de fundos públicos por elites políticas. O Índice de Percepção da Corrupção da Transparency International, que mede como os países são percebidos no controle da corrupção no setor público, consistentemente classifica a RDC entre os piores. O perfil do país da BBC descreve sua história recente como "uma de guerra civil e corrupção". Um relatório de 2024 da Transparency International descreveu a RDC como o oitavo país mais corrupto da África. O presidente Joseph Kabila criou a Comissão de Repressão aos Crimes Econômicos ao assumir o poder em 2001.

## História

### A era Mobutu (1965–1997)
Mobutu Sese Seko governou o Zaire de 1965 a 1997, saqueando a riqueza de seu país para uso pessoal a tal ponto que críticos cunharam o termo "cleptocracia". Após a independência do Congo da Bélgica em 1960, Seko foi nomeado Secretário de Estado por Patrice Lumumba, o primeiro-ministro eleito do país. Conflitos políticos levaram Seko a lançar dois golpes, sendo o segundo, em 1965, o que o colocou no poder. O próprio Mobutu alegaria que assumiu cinco anos de poder absoluto para conter a oposição ao seu governo e "reverter os danos causados pelos políticos".
Casos significativos de corrupção no Congo começaram a surgir durante seu regime, que durou até 1997. Para consolidar e manter seu controle, ele instituiu um sistema de suborno e clientelismo. Fundos e recursos estatais eram usados para garantir a lealdade de oficiais militares, políticos e da elite congolesa.
Isso pode ser exemplificado pela política de "Zairianização" implementada nos anos 1970, que envolveu a nacionalização de empresas estrangeiras. Seko entregou essas empresas a seus aliados, que não tinham conhecimento para administrá-las adequadamente. Ele também desviou bilhões de dólares dos fundos estatais para uso pessoal. Um parente explicou como o governo coletava receitas de forma ilícita: "Mobutu pedia a um de nós para ir ao banco e retirar um milhão. Íamos a um intermediário e dizíamos para conseguir cinco milhões. Ele ia ao banco com a autoridade de Mobutu e retirava dez. Mobutu ficava com um, e nós pegávamos os outros nove."
Os congoleses justificavam a falta de apoio do governo com o humorístico artigo 15: Débrouillez-vous ("Virem-se sozinhos").
Seko, amplamente considerado um dos líderes mais corruptos da África, desviou cerca de US$ 5 bilhões das receitas do país, contribuindo para sua pobreza persistente. Mobutu institucionalizou a corrupção para impedir rivais políticos de desafiar seu controle, levando ao colapso econômico em 1996. Acredita-se que Mobutu tenha acumulado entre US$ 50 milhões e US$ 125 milhões durante seu governo.
Seu regime também ficou notório por desviar ajuda externa destinada a projetos de desenvolvimento para contas pessoais. O apoio internacional, impulsionado por sua postura anticomunista durante a Guerra Fria, permitiu sua longa permanência no poder.

### A Era Kabila (1997–2019)
Laurent Kabila liderou um grupo insurgente contra Mobutu e rapidamente assumiu o poder após a queda de Mobutu. Durante esse período, Kabila declarou-se presidente, assumindo poderes quase absolutos no governo. Contando com o apoio popular por ter derrubado Mobutu, ele não enfrentou inicialmente muita oposição pública. No entanto, os objetivos de Kabila e de seu governo eram considerados pouco claros e vagos.
Ele recusou eleições imediatas por temer um retorno ao Mobutismo e continuou adiando os pleitos prometidos. A constituição não foi alterada, e ele e seus aliados exploraram os recursos do país para benefício próprio. Laurent Kabila liderou um regime que manteve a corrupção por meio do clientelismo, nomeando seus aliados para cargos no governo. Sob o regime Kabila, a RDC não conseguiu sair de sua condição de "colapso estatal", herdada da era Mobutu.
O governo não implementou reformas na segurança, nos direitos humanos, na mídia livre e na descentralização do poder. A economia entrou em colapso, levando à sub-remuneração dos trabalhadores e ao agravamento das condições de vida. Laurent Kabila foi assassinado em 2001 por um de seus seguranças em uma tentativa de golpe de Estado.
Durante esse período, a RDC obteve uma pontuação de 1,9 em 10 no Índice de Percepção da Corrupção, evidenciando altos níveis de corrupção.
Seu filho, Joseph Kabila, foi eleito presidente após a morte de Laurent Kabila. Joseph Kabila trabalhou com o Banco Mundial para combater a corrupção e melhorar a economia. Além disso, a Comissão de Crimes Econômicos foi criada em 2001 pelo presidente Joseph Kabila. No entanto, ainda há relatos de altos funcionários explorando recursos para benefício próprio e outras formas de corrupção. Em 2006, a constituição alterou a idade mínima para a presidência de 35 para 30 anos, permitindo a candidatura de Joseph Kabila, que tinha 33 anos na época.
Joseph Kabila também foi implicado em um escândalo de corrupção conhecido como “Congo Hold-Up”. Uma série de documentos vazados e publicados pela mídia e pela Plataforma para a Proteção de Denunciantes na África revelou que Kabila e sua família possivelmente estiveram envolvidos em um esquema cleptocrático que desviou fundos do Banco Central, de empresas estatais, do tesouro nacional e da comissão eleitoral. Estima-se que tenham desviado pelo menos 138 milhões de dólares entre 2013 e 2018. Autoridades confirmaram que há uma investigação em andamento sobre o caso.
Em 2017, a Reuters revelou um esquema envolvendo passaportes biométricos superfaturados.

### Presidência de Tshisekedi (2019–)
A Transparência Internacional escreveu em 2024 que a Inspetoria Geral de Finanças (IGF) no governo do presidente Felix Tshisekedi liderou os esforços crescentes do presidente no combate à corrupção ao longo dos últimos cinco anos.
Em junho de 2020, um tribunal condenou o chefe de gabinete do presidente Tshisekedi, Vital Kamerhe, por corrupção. Ele foi sentenciado a 20 anos de trabalhos forçados após ser acusado de desviar quase US$ 50 milhões (cerca de £ 39 milhões) de fundos públicos. Kamerhe foi a figura de mais alto perfil a ser condenada por corrupção na República Democrática do Congo. No entanto, ele foi libertado já em dezembro de 2021.
Em novembro de 2021, foi aberta uma investigação judicial contra o ex-presidente Joseph Kabila e seus associados em Quinxassa após revelações sobre um suposto desvio de fundos no valor de US$ 138 milhões.

### Corrupção sistêmica
Os desvios e práticas corruptas não se limitaram a Mobutu Sese Seko e seu círculo próximo. Seus oficiais militares também se envolviam nessas práticas. Por exemplo, oficiais militares frequentemente se apropriavam ilegalmente dos recursos destinados às suas tropas. Membros do judiciário decidiam casos com base na riqueza, no status social e político, além de usarem os tribunais para vingança e para resolver disputas pessoais.
Outras práticas mantidas por funcionários do governo incluem a presença de “funcionários fantasmas”, ou seja, trabalhadores inexistentes na folha de pagamento de empresas estatais. O mesmo ocorre em instituições governamentais, onde supervisores também adotam essa prática. A corrupção também era desenfreada nos departamentos de alfândega e impostos, conhecidos por colaborar com operações de contrabando em grande escala.

## Impacto
A corrupção continua tão elevada quanto no regime de Mobutu. Ela ocorre em todos os níveis da sociedade, incluindo suborno cotidiano, corrupção em grande escala e fluxos financeiros ilícitos. Existem estruturas de combate à corrupção, mas sua implementação é enfraquecida pela falta de vontade política, transparência, interesses enraizados e uma cultura de impunidade. Como resultado, o Congo permanece subdesenvolvido, afetando principalmente sua população, que sofre com altos índices de pobreza e privação.
Dados obtidos pela Organização das Nações Unidas para a Alimentação e a Agricultura (FAO) indicam que cerca de um quarto da população congolesa, ou 25,6 milhões de pessoas, enfrenta fome aguda. Essa situação deve persistir até 2025 se não for resolvida. O governo também não consegue fornecer bens e serviços públicos básicos, como assistência médica, água potável, eletricidade e segurança.

### Índice de Percepção da Corrupção
| Ano  | Pontuação | Classificação |
| 2017 | 21        | 161           |
| 2018 | 20        | 161           |
| 2019 | 18        | 168           |
| 2020 | 18        | 170           |
| 2021 | 19        | 169           |
| 2022 | 20        | 166           |
| 2023 | 20        | 162           |
| 2024 | 20        | 163           |

A tabela acima mostra o desempenho da República Democrática do Congo em oito anos consecutivos no ranking de 180 países elaborado pela Transparência Internacional no Índice de Percepção da Corrupção. Os países recebem uma pontuação em uma escala de 0 ("altamente corrupto") a 100 ("muito limpo") e, em seguida, são classificados conforme essa pontuação; o país que ocupa a primeira posição é considerado aquele com o setor público mais honesto.